# 古館駅 (秋田県)
古館駅（ふるだてえき）は、秋田県鹿角郡小坂町古館にあった小坂製錬小坂線の駅（廃駅）。

## 歴史
- 1985年（昭和60年）10月1日：篭谷駅 - 小坂駅間に開業[1]。
- 1994年（平成6年）10月1日：旅客事業撤退により廃駅。

## 駅構造
単式ホーム1面1線のみの地上駅で、小坂方に向かって左側にホームがあった。

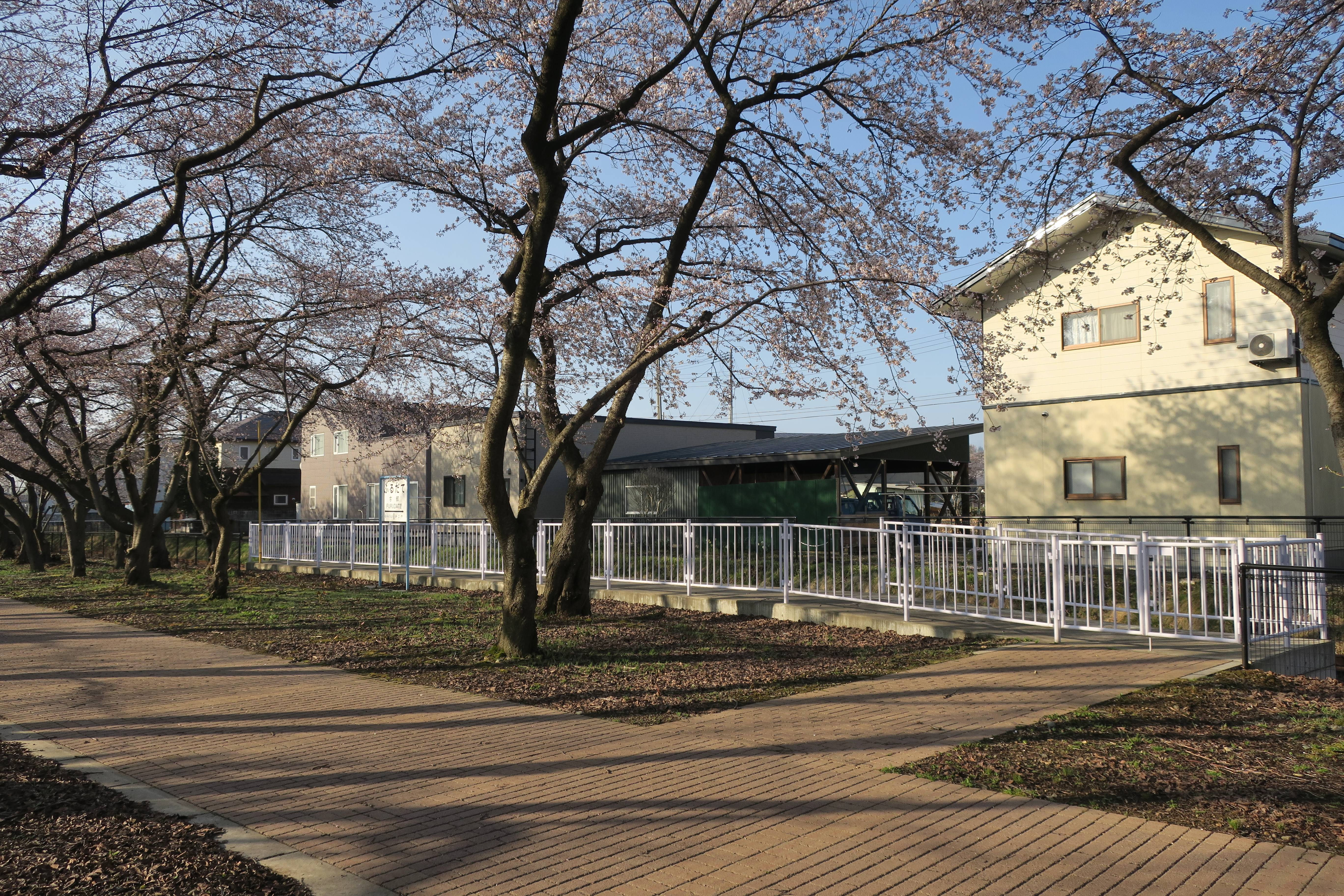
駅跡（2019年4月、別角度から）

## 隣の駅
小坂製錬
小坂線
篭谷駅 - 古館駅 - 小坂駅